# Carlo Altobelli
Carlo Altobelli (San Vito Chietino, 22 gennaio 1857 – Napoli, 24 febbraio 1917) è stato un avvocato e politico italiano.

## Biografia
Nel 1880 si laureò in giurisprudenza a Napoli, dove esercitò la professione di avvocato. Indi divenne consigliere comunale di Napoli e poi deputato. A Montecitorio, i suoi rancori verso Giovanni Nicotera e Giovanni Giolitti che ricambiarono l'astio.
Come avvocato partecipò ai più celebri processi dell'epoca, come quello della Banca Romana.
Al suo ritorno in Abruzzo, nel 1892 si candidò ad Ortona. Al ritorno a Montecitorio dovette affrontare le avversità di vari politici ostili alle sue idee tipo: Filippo Masci, Gabriele D'Annunzio e Francesco Tedesco che lo costrinsero alla resa. Questo non impedì un nuovo rientro di Altobelli a Montecitorio come membro di Napoli.
Quando morì, alla sua casa natale venne posta una targa commemorativa. È sepolto nel quadrilatero degli Uomini Illustri del Cimitero di Poggioreale di Napoli.